# Хе Цзи
Хе Цзи  (кит.: 何 姿, 10 грудня 1990) — китайська стрибунка у воду, олімпійська чемпіонка.

## Виступи на Олімпіадах
| Олімпіада   | Дисципліна                           | Місце |
| ----------- | ------------------------------------ | ----- |
| Лондон 2012 | трамплін                             | 2     |
| Лондон 2012 | синхронні стрибки з вишки з трамліна | 1     |